# ディエゴ・デ・アルマグロ

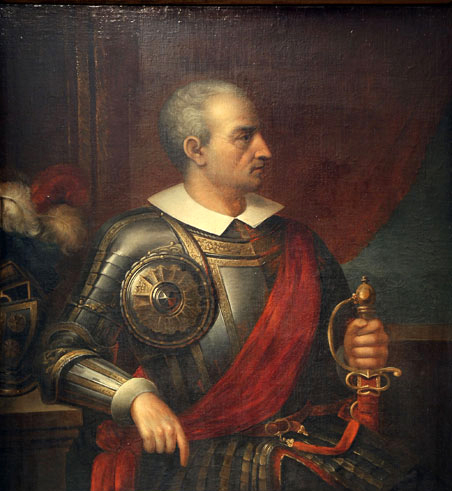
ディエゴ・デ・アルマグロ

ディエゴ・デ・アルマグロ（Diego de Almagro、1479年 - 1538年7月8日）は、スペイン人のコンキスタドール（征服者）。別名「エル・アデランタード（El Adelantado、アデランタードとは征服地の統治権を持つ司令官）」または「エル・ビエホ（El Viejo、老人）」とも呼ばれた。フランシスコ・ピサロの仲間だったが後にライバルとなった。スペインによるペルー征服に参加して、ヨーロッパ人として最初にチリを発見したことで知られる。
ピサロの第1回目の遠征に与し新世界での沿岸部の現地人との戦いで左目を失った。1525年、ペルー征服のためパナマでピサロ兄弟とパナマの司祭エルナンド・デ・ルケと協定を締結した。

## 幼少時
ディエゴ・デ・アルマグロは、彼の名前が由来する現在のシウダ・レアル県アルマグロ司法管轄区アルマグロ村でホアン・デ・モンテネグロとエルビラ・グティエレスとの間に私生児として生まれた。アルマグロの両親は婚約していたが、正式な結婚の前に別れた。その時点でエルビラは既に妊娠しており親族により密かに導かれ、1479年にアルマグロを生んだ。エルビラの親族は名誉のために生まれた子を近隣のボラニョス村へと伴い、アルマグロは後にサンチャ・ロペス・デル・ペラールの後見の元、カスティーリャ王国新カスティーリャ、現在のカスティーリャ＝ラ・マンチャ州のアルデア・デル・レイに移った。
アルマグロが4歳になったとき、彼はヘルナン・グティエレスという伯父の後見に置かれたが虐待されたため、15歳のときに家を出た。新しい夫と同居していた母親の元に着いた彼は、伯父の仕打ちと今後の計画を母に伝え、パンと金銭を求めた。苦しんだ母は、彼の求めに応えて「私の愛する息子よ、私に構わず旅立ちなさい。そして神よ、息子の冒険を助けさせたまえ」と言ったと伝えられている。 
アルマグロは、セビリャの指導者の一人であったルイス・デ・ポランコの使用人となった。この間、アルマグロは喧嘩により同僚の使用人に重傷を負わせたまま逃亡。 アルマグロは投獄を避けるためにセビリャから逃れて、アンダルシア州の放浪者となった。この頃、新大陸発見のニュースを知った彼はパナマ総督ペドロ・アリアス・ダビラ(en)の艦隊に応募することを決めた。パナマに到着し次第、彼は、ピサロに会い友情を培うことになる。

## アメリカ到着
アルマグロは、フェルナンド2世 (アラゴン王)がペドロ・アリアス・デ・アビラの指揮下に送った遠征隊により1514年6月30日に新世界に到着した。遠征隊は、ピサロを含む多くの征服者予備軍が既に到着していたパナマのサンタ・マリア・ラ・アンティグア・デル・ダリエン市に到着した。
この時期のアルマグロの活動が詳細に語られる史料は決して多くはないが、彼が1514年から1515年の間にダリエン市を去った多くの船員たちに同伴していたことが知られており、最終的にアルマグロはダリエン市に戻り家を建て、エンコミエンダを入手し農業から生計を立てた。
アルマグロは1515年11月に最初の征服を引き受け、260人の兵士と共にダリエン市を後にし、アクラ村を設立したが、病気のため、有資格者のガスパル・デ・エスピノザへ任務を引き継がねばならなかった。
エスピノザは、新しい遠征を引き受けると決め、同年の12月にアルマグロとピサロを含む200人の兵士と共に出発した。この時ピサロは初めて船長となっている。この14カ月に及ぶ遠征の間に、アルマグロ、ピサロ、そしてエルナンド・デ・ルケは親友になった。
また、この間にアルマグロは、当時アクラを担当し、エスピノザ遠征以降の材料で船を製造し、遂に「南の海」（太平洋）を発見したバスコ・ヌーニェス・デ・バルボアと友好関係を確立した。しかしながら、現在知られている史料では、アルマグロがバルボアの遠征に参加したという指摘は全くない。
アルマグロは再度バルボアの船で航海することが知られていたエスピノザの遠征に参加して、パナマ湾で行われた侵略、建設、そして征服に参加した。この遠征でのアルマグロの役割は、エスピノザが運搬を指示した現地人のリストに対する証人であったことが知られているだけである。アルマグロはパナマに新たに設立された市に残って植民を助けた。4年間、彼は新たな遠征に参加せず、彼とピザロの所有物の管理に専念した。この間アルマグロには、アナ・マルチナスという名の現地人を母として長男ディエゴ、通称「エル・モソ（El Mozo、若者）」が生まれている。

## ペルー征服

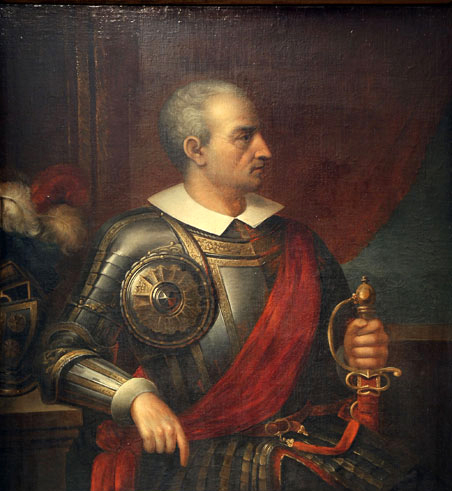
ディエゴ・デ・アルマグロ

1524年、南米に向けた征服の協定が、アルマグロ、ピサロ、ルケの三者間で正式に締結された。8月初旬には、南方はるかな陸地を発見し、征服するために必要な許可を得た。
アルマグロはパナマに残り、兵士を募集し、ピサロの指揮する遠征隊のための補給を担当した。数回の南米への遠征の後、ピサロは、ペルーでの彼の足場を確固とし、インカによって保持された領土を探検した。彼は、1532年、カハマルカの戦いで皇帝アタワルパのインカ軍を破るのに成功した。ペルーがスペイン人の手に落ちた後しばらくは、ピサロとアルマグロは共に、彼らの統治権を強化するために新都市の建設で一緒に働いた。そのため、ピサロは、彼らの管轄の一部として統治権限があることを要求するため、アルマグロをインカ帝国北部の都市キトに派遣した。彼らの仲間の征服者であったセバスティアン・デ・ベラルカサルはピサロの同意のないまま先へ進んだが、インカ帝国キト守備隊ルミニャウイ将軍によるキトの破壊を目撃した。インカ兵は、都市を燃やし、スペイン人に発見できないような場所に金を埋めた。
インカの金を求めたペドロ・デ・アルバラードのメキシコからの到着は、アルマグロとベラルカサルにとっての状況を更に複雑にした。しかしながら、アルバラードはピサロから金銭による賠償を受け、それと引き換えに南米を去った。
アルマグロとベラルカサルは、1534年8月、現地人の都市であったキトを再建し、ピサロに因んで「サン・フランシスコ・デ・キート」と名付けた。4カ月後にはペルーのトルヒーヨ市を建設したが、これもピサロの出生地に因んだ命名であった。これらの出来事はピサロとアルマグロの友情の深さを物語っている。

## ピサロからの離反
皇帝アタワルパの財宝を分配した後、ピサロとアルマグロは、クスコに向かい1533年に占領した。しかしアルマグロのピサロに対する友情は、1526年には衰えつつある兆しを見せ始めた。ピサロが、ペルーの征服自体と全ての征服者がその征服によって受け取る賞に関する彼の認可権限を広げることをスペインのカルロス1世に対し残った征服者の名の元に要求し、「トレド協定」法を勝ち取ったからである。それより以前に征服者間では利益を等分する約束が存在していたにもかかわらず、スペイン王座に対処するとき、ピサロは自分自身のための、より大きい権限と権威を手に入れたのである。一方でアルマグロは、彼の勲功によって、1532年11月に王から「殿」の称号と個人の紋章を与えられるなど重要な財産を得ていたものの主要な統治権が与えられず、ペルーがピサロに与えられたことに反発を強めていた。
アルマグロはこのときまでに、ペルー征服によって既に十分な富を得、クスコで豪奢な生活を送っていたが、彼にとって、南方で更なる陸地を征服するという見通しは非常に魅力的であった。クスコに関するピサロとの論争が激化し続けたことにより、アルマグロはペルー南方への新しい探検のために、多くの時間と金を費やし500人の兵による隊を設立した。
アルマグロは王室に対する不平を言った後に王室と交渉し、スペイン王室は1534年までに、2本の平行線により新植民地を分割することを決定した。すなわち、「ヌエバ・カスティーリャ」（南緯1度から14度まで、ペルーのピスコ近辺）及び「ヌエバ・トレド」（南緯14度から25度まで、チリのタルタル近辺）であり、それぞれ前者をピサロに後者をアルマグロに割り当て総督とした。王室は以前アルマグロをクスコ総督に選任していたが、アルマグロが任地に向かっていたとき、この分割はなされた。これが、アルマグロが即座にクスコを巡ってのピサロとの争いに向かわずに、チリの富の発見のための新しい探検を始めると即座に決めた理由であったかもしれない。

## チリの発見

### 準備
この頃までにスペイン人の黄金に対する欲望を見て取ったペルーの現地人は、チリには黄金が豊富であり如何なる努力も惜しむべきではないと語った。アルマグロは急ぎ彼の遠征を準備し、6カ月以内にリマとクスコで兵を募集した。兵の装備は彼の個人財産で兵器、道具、火薬、その他の必要な物資を購入し整えられた。アルマグロは500人からなる兵力をまとめ、その多くが彼と共にペルーに集まった。また、補給物資を輸送するために100人のアフリカ人の奴隷と約1万人の現地人の奴隷も合流させた。これら全ての費用は、計150万カスティーリャ・ペソを費やしたと見積もる意見もある。
アルマグロは、インカ帝国の高級官僚に依頼し、3人の信頼の置けるスペイン人の軍人毎の行軍ルートを準備した。インカ官僚は、最高位の神官長であったウィヤク・ウムを提供した。しかしインカ側は、スペイン人の大軍をペルーから去らしめることを計画していたのであった。ピサロが新首都となったリマに行きアルマグロがチリ方面の探検に出ている間に、インカ軍により容易に武装反逆を開始しクスコを奪回することができると考えたのである。
進軍途上であったアルマグロは、配下のフアン・デ・サアベドラ（後のペルー副王）に100人の男性と共に30リーグ進軍を続け、使役するため現地人を捕獲し十分な糧食とともに小さな町を建設し、残りの隊を待つように命令した。

### インカ街道の行軍とアンデス山脈の横断
アルマグロは1535年7月3日、50人の配下と共にクスコを後にし、モイナに同月20日まで留まった。その間、ピサロの弟フアン・ピサロがインカ皇帝マンコ・カパック2世を捕らえたことが、事態を更に複雑にした。
彼はモイナを一旦後にすると、彼に合流すると決めた50人の配下と共にインカ街道を行軍した。ボリビアの山脈を横断し、チチカカ湖の先に出た後、アルマグロはデサグアデロ川の岸に到着し、最終的にトゥピサにキャンプ地を定めた。そこを出た後、遠征隊はチコアナに立ち寄り、次に南東に進路を変えアンデス山脈を横断した。
遠征は困難を極め、徹底的な努力を必要とすることが判明した。最も困難な局面はアンデス山脈の横断であった。標高約4,000mでの寒さ、飢餓、疲労は、スペイン人と現地人、そして特にそのような厳しい気候に慣れていなかった奴隷の死をもたらした。
生存者により後日詳細が語られたが、数人の仲間が、止まって、休息し、ただ凍死し、他のものはブーツを脱ぐとき自らの爪先がブーツに張り付けられる様を恐怖と共に見ることとなった。
この地点でアルマグロは、すべてが失敗であることを悟った。彼は少数の一隊に、先に進んで原住民に助けを求めるように命令した。幸運にもこの一隊は、コピアポの谷を発見した。そこは、ゴンサロ・カルボ・バリエントスという以前インカ皇帝の身代金を盗んだ罪でピサロによりペルーから追放されたスペイン人が、現地人と既に友好関係を確立していた場所であった。アルマグロはコピアポ川の渓谷で、チリの公式の領地を手に入れ、スペイン王の名においてそれを要求した。
なお、この山脈横断は、11代インカ皇帝ワイナ・カパックの息子パウリュ・トゥパック・ユパンキの援助によりなされたとする見解がある。

## チリでの狼狽
アルマグロは即座にアコンカグア川の谷に向かって新領土での探検を開始し、彼は現地人に暖かく迎えられた。しかしながら、彼の通訳であったフェリピロ(先住民族出身）の陰謀により、危うくアルマグロの努力は妨害されるところであった。フェリピロは以前ピサロが皇帝アタワルパを処刑するのを手伝った人物であった。
フェリピロは秘かにスペイン人を攻撃するよう地元の現地人に促したが、彼らは驚くべきことに思いとどまり、その危険を信じなかった。次に、アルマグロはゴメス・デ・アルバラードを70人の兵士と伴に騎馬で派遣し探検を続けさせ、彼らがスペイン人と敵対的なマプチェ族との間のレイノウェレンの戦いによってやむを得ず北に折り返した地点であるニュブレとイタタ川まで至った。
アルマグロ自身による陸地の偵察とゴメス・デ・アルバラードの獰猛なマプチェ族との遭遇という悪いニュースは、彼らの遭遇した厳しく寒い冬と共に、すべてが失敗したと確認するのに役立っただけであった。彼はインカの斥候が彼に知らせた黄金や都市を発見できなかったうえに、そこにあったのは、地方の部族からの激しい抵抗と農業により生計を営む現地人の共同体だけであった。2年続いたヌエバ・トレドの領土の探検は完全な失敗の烙印をアルマグロに押した。にもかかわらず、初めに彼が滞在し都市を建設したことは彼の名誉を満たすと考えた。アルマグロが土着パナマ人アナ・マルチナスとの間に儲けた息子をチリへ連れて来るように導いた初期の楽天主義は色あせた。出発するという彼の部下の進言がなければ、アルマグロはおそらく永久にチリにいたのではないかと観測する向きもある。しかしながら、彼はペルーに帰還し、このときをもって彼の息子が遺産を強固にするために最終的にクスコ領を得ることを促された。時間の無駄と狼狽もなく、アルマグロは1536年9月に彼のペルーへの帰還計画を開始した。
彼は現在のチリの領域内には都市を建設できなかった。チリの渓谷からのスペイン人の退出は強引であった。アルマグロは、配下の兵士が現地人の所有地から略奪し、それらの農地を荒廃させるままにすることを認めた。ただ一人のスペイン人も現地人のために自らの労力を割かなかった。地元民は、捕らえて、拘束され、同情もなく征服者の所有物をやむを得ず運んだ。

## ペルーへの帰還、そして処刑

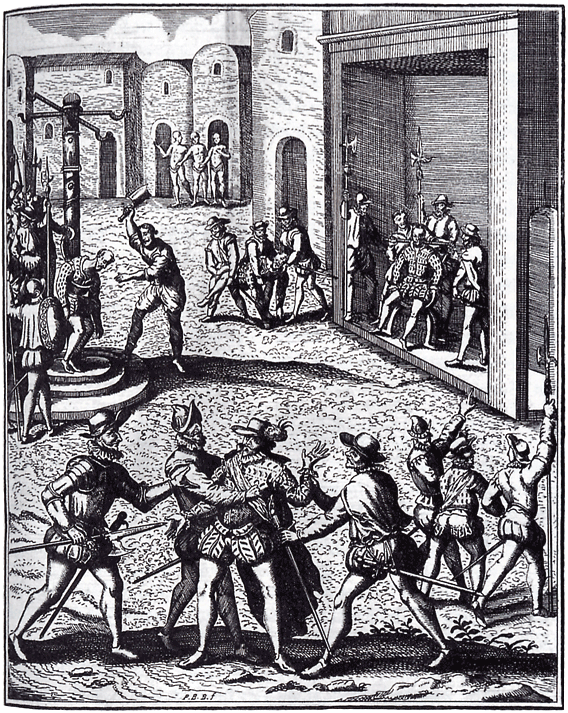
処刑されるアルマグロ

主に気候条件による水と食物の不足により悲惨な被害を受けたアタカマ砂漠の横断の後、1537年にアルマグロは最終的にペルーのクスコに達した。チリ人についてペルー人が使用するスペイン俗語「roto」（引き裂かれるの意）が最初に言及されたのは、アルマグロの失望した軍が、アタカマ砂漠の大規模で困難な行軍の末に衣服を「引き裂かれ」クスコに徒歩で戻ったこのときからである、と言及した年代記作者もいる。
ペルーに苦渋の帰還をした彼は、クスコの富のうち自分の分け前を要求するつもりであった。その前年に、皇帝マンコ・インカ・ユパンキは容易に王都を取り戻し、聖なる谷でのスペインの影響力を弱めていた。皇帝の助力で兵を徴募することを望んだアルマグロは、スペイン政府を代表してマンコ・インカに対する特赦を申し出た。マンコ・インカはクスコ攻撃の最中に公式にはアルマグロと手を組まなかったが、ピサロの異母弟エルナンド・ピサロの軍隊の大部分はマンコ・インカを追跡しアンデスを進み、アルマグロ派がクスコを占拠することを黙認した。エルナンド・ピサロ軍が戻ったとき、アルマグロの軍は、これを破り、エルナンドとゴンサロのピサロ兄弟を捕虜として連行した。
クスコ占領の後に、アルマグロは兄弟を解放するためピサロによって送られた軍隊に立ち向かった。アロンソ・デ・アルバラードに率いられたピサロ軍は、1537年7月12日にアバンカイの戦いにおいて破られたが、間もなくゴンサロ・ピサロとアルバラードは刑務所から逃げた。この間にアルマグロはパウリュ・トゥパック・ユパンキを傀儡皇帝として擁立している。ピサロとアルマグロのその後の交渉により、アルマグロへのクスコの完全な統治・管理権と引き替えに、エルナンドの解放が決定された。しかしピサロには、アルマグロのためにクスコを諦める意志は決してなかった。ただアルマグロ軍を破るために十分な程度まで自らの軍を強化する時間を稼ぎたかっただけであった。
この間に、アルマグロは病に伏し、ピサロと彼の兄弟は最終的にアルマグロ軍を破る機会を得た。エルナンドの弟ゴンサロ・ピサロに率いられ導かれたピサロ軍は1538年4月にクスコ郊外のラス・サリナスの戦いでアルマグロを破り、彼を捕らえた。アルマグロは、エルナンドによって辱しめられ、スペイン王に対する上告の要求を無視された。アルマグロは助命を請うたが、エルナンドは以下のように応じた。
「お前は著名な紳士だ。哀れなまねはするな。俺たちのような男がそれほど死を怖れるとは気になってしょうがない。我々の死には救いがないと認めるのだな。」
1538年7月8日、アルマグロは死刑を宣告され、監禁中に斬首された。彼の死体は、敗北者としてクスコの大広場にさらされた。忠実な使用人であったマルガリータが、クスコのラ・マーセッド教会の下に彼を埋葬した。

## エル・モソ
ディエゴ・デ・アルマグロ 2世（Diego de Almagro II、1520年 - 1542年）は、アルマグロの息子。母はパナマのインディオの娘、「エル・モソ（El Mozo、若者）」として知られている。ピサロを剣に掛けた暗殺者たちの御輿になった。ピサロは1541年6月26日に殺害されたが、暗殺者たちは即座に彼を担いでペルー総督アルマグロ 2世を宣言した。しかし新総督クリストバル・バカ・デ・カストロが着任すると、1542年9月16日にクスコ郊外でチュパスの戦いに敗れ、再起を図ったものの逮捕されて同日に市の広場で斬首された。